# Гайфуллін Едуард Романович
Гайфуллін Едуард Романович — російський боксер, призер чемпіонату Європи серед аматорів.

## Спортивна кар'єра
Едуард Гайфуллін був чемпіоном Росії (1993, 1994) в першій найлегшій вазі.
На чемпіонаті світу 1993 в першому бою переміг олімпійського чемпіона 1992 Рохеліо Марсело (Куба) — 11-10, а в наступному — зазнав нищівної поразки від Ншана Мунчян (Вірменія) — 0-11.
На чемпіонаті Європи 1993 переміг Алекса Маландяна (Вірменія) та бронзового призера Олімпіади 1992 
Яна Кваста (Німеччина), а в півфіналі програв Палу Лакатош (Угорщина) і завоював бронзову медаль.
В подальшому продовжував виступи на чемпіонатах Росії, але на міжнародні змагання не потрапляв. Після завершення виступів перейшов на тренерську роботу.